# دهستان جیرانسو
دهستان جیرانسو، یکی از دهستان‌های بخش مرکزی شهرستان سملقان در استان خراسان شمالی ایران است. مرکز این دهستان، روستای گرماب است.

## جمعیت
بر پایه سرشماری عمومی نفوس و مسکن در سال ۱۳۹۵، جمعیت دهستان جیرانسو برابر با ۱۳٬۲۸۱ نفر بوده‌است.